# Sport Club Marsala 1978-1979
Questa pagina raccoglie i dati riguardanti lo Sport Club Marsala nelle competizioni ufficiali della stagione 1978-1979.
Nella stagione 1978-1979 il Marsala disputò il campionato di Serie C2 raggiungendo il 9º posto.

## Divise
I colori sociali dello Sport Club Marsala sono l'azzurro ed il bianco.
| Casa | Trasferta |

## Rosa
| N. |                   | Ruolo | Calciatore          |
| -- | ----------------- | ----- | ------------------- |
| 2  | Italia (bandiera) | D     | Pietro Adelfio      |
| 6  | Italia (bandiera) | C     | Antonino Ausini     |
| 5  | Italia (bandiera) | D     | Aversi              |
| 13 | Italia (bandiera) | D     | Mauro Bencivenga    |
| 7  | Italia (bandiera) | D     | Agostino Brancale   |
| 13 | Italia (bandiera) | A     | Nicola Bucaria      |
| 12 | Italia (bandiera) | C     | Luigi Carducci      |
| 13 | Italia (bandiera) | C     | Nicola Celano       |
| 1  | Italia (bandiera) | P     | Paolo De Marco      |
| 1  | Italia (bandiera) | C     | Flavio Di Marco     |
| 11 | Italia (bandiera) | A     | Salvatore Di Fresco |

| N. |                   | Ruolo | Calciatore       |
| -- | ----------------- | ----- | ---------------- |
| 12 | Italia (bandiera) | C     | Guido Domingo    |
| 12 | Italia (bandiera) | P     | Dragna           |
| 13 | Italia (bandiera) | A     | Fabio Failli     |
| 3  | Italia (bandiera) | D     | Gaetano Longo    |
| 13 | Italia (bandiera) | D     | Vincenzo Neglia  |
| 4  | Italia (bandiera) | D     | Marco Pattaccini |
| 12 | Italia (bandiera) | C     | Gabriele Quinci  |
| 8  | Italia (bandiera) | D     | Marco Serafini   |
| 9  | Italia (bandiera) | A     | Gaspare Umile    |
| 10 | Italia (bandiera) | C     | Giuseppe Trotta  |

## Risultati

### Campionato

#### Girone di andata
| 1º ottobre 1978 1ª giornata | Marsala | 2 – 2 | Casertana |  |

| 8 ottobre 1978 2ª giornata | Vigor Lamezia | 3 – 0 | Marsala |  |

| 15 ottobre 1978 3ª giornata | Marsala | 0 – 0 | Alcamo |  |

| 22 ottobre 1978 4ª giornata | Cassino | 1 – 2 | Marsala |  |

| 29 ottobre 1978 5ª giornata | Marsala | 4 – 0 | Crotone |  |

| 5 novembre 1978 6ª giornata | Marsala | 1 – 0 | Vittoria |  |

| 12 novembre 1978 7ª giornata | Rende | 2 – 1 | Marsala |  |

| 19 novembre 1978 8ª giornata | Marsala | 2 – 2 | Nuova Igea |  |

| 26 novembre 1978 9ª giornata | Siracusa | 2 – 0 | Marsala |  |

| 3 dicembre 1978 10ª giornata | Marsala | 3 – 1 | Messina |  |

| 10 dicembre 1978 11ª giornata | Trapani | 2 – 1 | Marsala |  |

| 17 dicembre 1978 12ª giornata | Marsala | 1 – 0 | Cosenza |  |

| 30 dicembre 1978 13ª giornata | Savoia | 2 – 1 | Marsala |  |

| 7 gennaio 1979 14ª giornata | Marsala | 2 – 1 | Sorrento |  |

| 14 gennaio 1979 15ª giornata | Ragusa | 0 – 2 | Marsala |  |

| 21 gennaio 1979 16ª giornata | Marsala | 4 – 0 | Palmese |  |

| 28 gennaio 1979 17ª giornata | Potenza | 3 – 1 | Marsala |  |

#### Girone di ritorno
| 4 febbraio 1979 18ª giornata | Casertana | 1 – 2 | Marsala |  |

| 11 febbraio 1979 19ª giornata | Marsala | 2 – 2 | Vigor Lamezia |  |

| 18 febbraio 1979 20ª giornata | Alcamo | 1 – 0 | Marsala |  |

| 25 febbraio 1979 21ª giornata | Marsala | 1 – 2 | Cassino |  |

| 4 marzo 1979 22ª giornata | Crotone | 2 – 0 | Marsala |  |

| 11 marzo 1979 23ª giornata | Vittoria | 1 – 1 | Marsala |  |

| 25 marzo 1979 24ª giornata | Marsala | 0 – 1 | Rende |  |

| 1º aprile 1979 25ª giornata | Nuova Igea | 0 – 0 | Marsala |  |

| 8 aprile 1979 26ª giornata | Marsala | 0 – 0 | Siracusa |  |

| 22 aprile 1979 27ª giornata | Messina | 3 – 1 | Marsala |  |

| 29 aprile 1979 28ª giornata | Marsala | 0 – 0 | Trapani |  |

| 6 maggio 1979 29ª giornata | Cosenza | 1 – 1 | Marsala |  |

| 13 maggio 1979 30ª giornata | Marsala | 2 – 1 | Savoia |  |

| 20 maggio 1979 31ª giornata | Sorrento | 1 – 0 | Marsala |  |

| 27 maggio 1979 32ª giornata | Marsala | 0 – 0 | Ragusa |  |

| 3 giugno 1979 33ª giornata | Palmese | 1 – 0 | Marsala |  |

| 9 giugno 1979 34ª giornata | Marsala | 5 – 0 | Potenza |  |

## Statistiche

### Statistiche dei giocatori
| Giocatore         | Presenze | Reti |
| ----------------- | -------- | ---- |
| Adelfio           | 30       | 4    |
| Luigi Carducci    | 11       | 0    |
| Ausini            | 5        | 0    |
| Aversi            | 1        | 0    |
| Mauro Bencivenga  | 20       | 0    |
| Agostino Brancale | 34       | 0    |
| Nicola Bucaria    | 8        | 0    |
| Nicola Celano     | 32       | 4    |
| De Marco          | 22       | 0    |
| Di Fresco         | 14       | 1    |
| Flavio Di Marco   | 28       | 6    |
| Guido Domingo     | 4        | 0    |
| Dragna            | 14       | 0    |
| Fabio Failli      | 30       | 10   |
| Longo             | 18       | 0    |
| Vincenzo Neglia   | 3        | 0    |
| Marco Pattaccini  | 34       | 0    |
| Gabriele Quinci   | 9        | 0    |
| Gaspare Umile     | 32       | 10   |
| Marco Serafini    | 24       | 0    |
| Trotta            | 32       | 8    |